# René-Jacques
René-Jacques (skutečné jméno René Giton 29. května 1908, Phnompenh, Kambodža – 6. července 2003, Torcy) byl francouzský fotograf.

## Životopis
René Giton se narodil v květnu 1908 v Phnompenhu. Jeho otec byl koloniální správce. Studoval ve Francii, v Royanu, poté na Lycée Buffon v Paříži. Jeho vášní bylo fotografování a v roce 1927 získal první cenu v amatérské fotografické soutěži v Royanu.
Po vojenské službě začal studovat právo, ale rozhodl se změnit směr, aby se mohl věnovat své vášni. Přijal své umělecké jméno: René-Jacques. V letech 1938–1939 se stal stálým fotografem režiséra Georga Wilhelma Pabsta.
Byl členem skupiny Rectangle (Obdélník). V roce 1941 (1946?) byl jedním ze zakladatelů skupiny Groupe des XV, fotografického kolektivu, mezi něž v 50. letech patřili Robert Doisneau, Willy Ronis nebo Pierre Jahan.
V roce 1991 daroval svá díla státu. Knihovna Médiathèque de l'architecture et du patrimoine (MAP) sdružuje jeho negativy, soubor více než 20 000 tisků, jakož i archivy složené z jeho publikací, odborné korespondence a náhledů tisků, které byly použity pro šíření jeho fotografií.
René-Jacques zemřel 6. července 2003 v Torcy ve věku 95 let.

## Výstavy
- René-Jacques 1934–1965 retrospektiva, produkce Mise fotografického dědictví, Paříž, Palais de Tokyo, 1991; Saint-Benoît-du-Sault (Indre), kulturní centrum (1993).
- René-Jacques, Elegance tvarů, 15. listopadu 2019 – 4. října 2020, Le Jeu de Paume – Château de Tours

### Sbírky
Fotografie Reného-Jacquese jsou uloženy ve sbírkách:
- Historická knihovna hlavního města Paříže obsahuje 4 411 digitalizovaných fotografií k nahlédnutí na portálu specializovaných knihoven hlavního města Paříže.
- Mediální knihovna architektury a dědictví

## Filmografie
- René-Jacques, filmový portrét Patricka Roegiersa, 26 min, Evropský dům fotografie / Mise fotografického dědictví, 1991.